# Budj Bim
Budj Bim je  název v jazyce gunditjmara pro vyhaslou sopku Mount Eccles a okolní krajinu v jihozápadní části Victorie v Austrálii. Název znamená „Velká hlava“. Dne 6. července 2019 na zasedání v Baku bylo 9 935 hektarů tohoto území zapsáno na seznamu světového dědictví UNESCO. Jméno Budj Bim bylo uděleno dvěma oblastem na australském seznamu národního dědictví, vyhlášeném v roce 2004: Národní přírodní dědictví Budj Bim – oblast Tyrendarra a Národní přírodní památka Budj Bim – Mount Eccles, území jezera Condah.
Podle důkazů ze sedimentů ze dna kráteru Surprise Crater se odhaduje, že tato sopka vybuchla před 30 000 až 40 000 lety. Při erupci vznikl lávový proud Tyrendarra, který se pohyboval směrem na jih od sopky a zpřetrhal tehdejší říční systém odvodu vody z krajiny. Západně od ztuhlých lávových koryt vznikla mokřadní rovinatá krajina, kterou protéká vodní tok Darlot Creek. 

## Význam
Oblast Budj Bim byla zařazena do Seznamu dědictví z důvodu jejich významu v historii lidu Gunditjmary.
Za několik tisíciletí před evropskou kolonizací si vyvinula společnost  systém akvakultury, v níž byla voda říčky Darlot sváděna do sousedních nížinných oblastí, kde na řadě umělých jezů pak lidé lovili úhoře australského a další ryby. Díky tomuto vodohospodářskému systému si zajišťovali celoroční dodávky úhořů, které lovili pomocí tkaných pastí a poté chycené ryby často udili v dutinách blahovičníků (Eucalyptus viminalis), což umožnilo prvotní společnosti se rozvinout do ustálených komunit, které si budovaly trvalá kamenná obydlí.
Vysoce produktivní systém akvakultury poskytoval hospodářskou a sociální základnu společnosti Gunditjmara po dobu šesti tisíciletí. Kulturní krajina Budj Bim je výsledkem tvůrčího procesu, jejímž akterém je lid Gunditjmara, jako dlouhodobého příběhu s odkazem na myšlenku, že oblast obývali již od věků. Z archeologického hlediska je lokalita stará nejméně 32 000 let. Probíhající dynamický vztah mezi lidmi Gunditjmara a jejich zemí je dnes přenášen znalostmi udržovanými ústním přenosem a kontinuitou kulturní praxe.